# قره تپه قمرود
قره‌تپه قمرود مربوط به هزاره ۴ قبل از میلاد است و در شمال قم، نرسید ه به روستای قمرود واقع شده و این اثر در تاریخ ۱۶ فروردین ۱۳۷۷ با شمارهٔ ثبت ۱۹۹۲ به‌عنوان یکی از آثار ملی ایران به ثبت رسیده است.

## ویژگی‌های محوطه
در کتاب بررسی‌های باستان‌شناسی قمرود نوشته میر عابدین کابلی آمده‌است: منطقه مورد بررسی قمرود در شمال شرقی شهر قم واقع شده و از دهستان‌ها ی بخش مرکزی شهرستان قم محسوب می‌شود. مرکز آن روستای قمرود است که در ۲۰ کیلومتری شهر قم واقع وازطریق جادهٔ آسفالته با شهر ارتباط می‌یابد. منطقه شامل دو بخش است که به وسیله رودخانه قمرود یا اناربار به دو بخش تقسیم شده‌است. عموماً ساحل راست یا بخش شرقی را قمرود و بخش غربی را البرز می‌نامند.

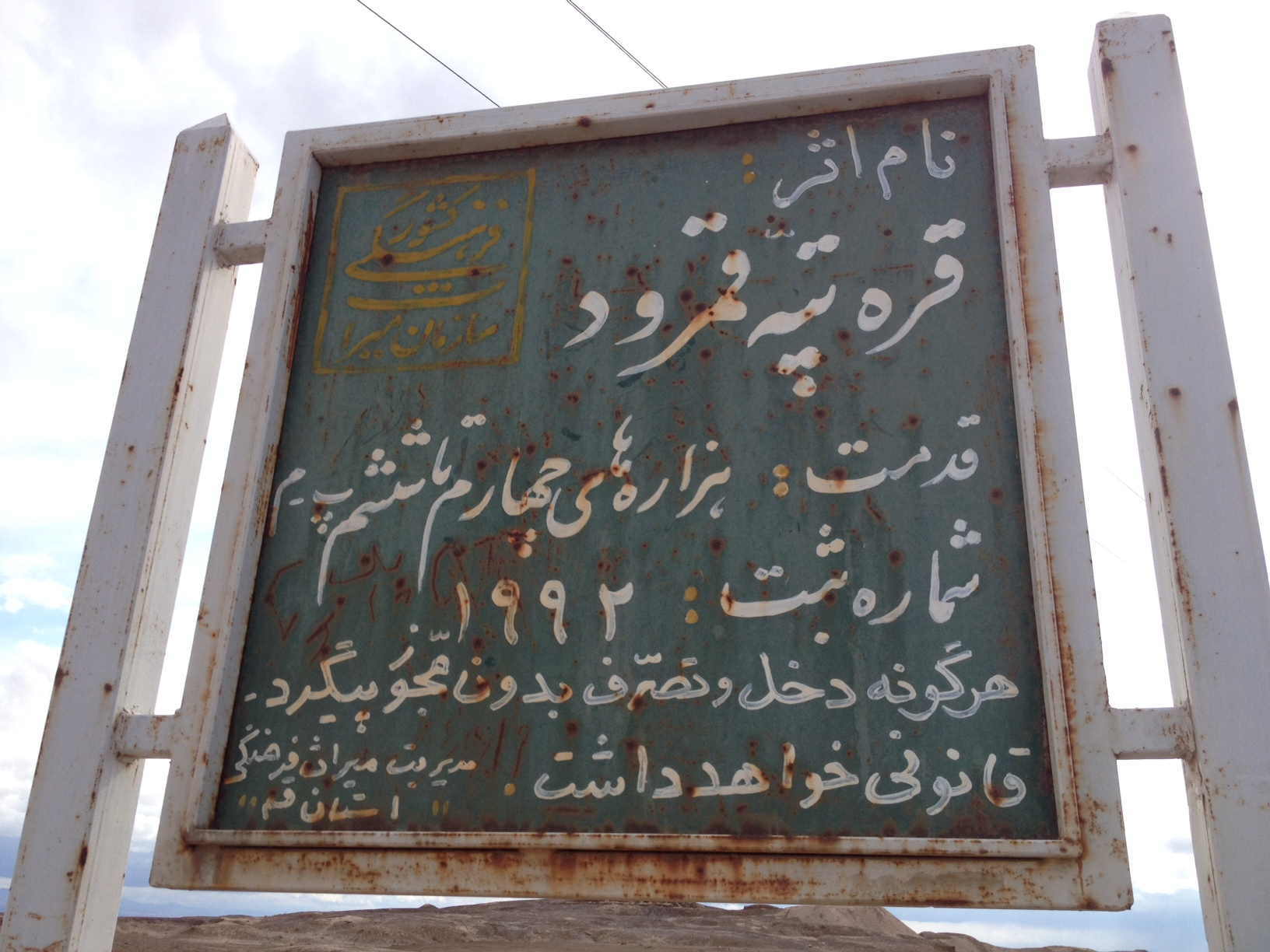
قره تپه قمرود

در شمال منطقه مورد بررسی، رودخانه ساوه جریان دارد که از غرب وارد دشت قمرود می‌شود. در شمال شرق روستای ملک‌آباد، دو رودخانه قم وساوه به هم متصل شده و رودخانه مسیله را به وجود می‌آورند. رودخانه قم فصلی است ولی ساوه اندک آبی دارد که درفصل تابستان حداکثر تا زیر پل اتوبان تهران – قم می‌رسد.
گروه باستان‌شناسی قمرود در سال ۱۳۶۷ نخستین گام را برای شناسایی منطقه برداشت. این برنامه در پنج سال در طی فصل پاییز یا بهار صورت گرفت ومنجر به شناسایی ۹۳ اثر فرهنگی شد که کهن‌ترین آن‌ها به دوره فراپارینه‌سنگی و جدیدترینشان به عصر قاجار تعلق دارد. این آثار درمجموع عبارت اند از تپه‌ها، محوطه‌ها، قلعه‌ها، کاروانسراها، پل‌ها، بندها و میل‌ها.
هرچند محوطه‌ها و آثار شناسایی شده در کل منطقه پراکنده‌است، ولی به دلیل موقعیت خاص جغراقیایی تمام منطقه درهمه دوره‌ها به‌طور یکسان، مسکون نبوده‌است. درهمین بررسی، گروه باستان‌شناسی توانست وضعیت محیط زیستی این بخش از سرزمین ایران را در طی حدود دوازده هزار سال روشن سازد. بر این اساس دردوره پارینه سنگی پایانی، منطقه البرز اگر نگوییم منطقه‌ای سکونتگاهی، لااقل می‌توان ادعا کرد محل تردد مردمان بوده‌است. این امر به دور از ذهنیت هم نیست، چون کناره ساوه رود جگن زار، همراه با درختان گز و دیگر درختچه‌های وحشی است. وجود آب و موقعیت طبیعی، زیستگاه مناسبی برا ی آبشخور حیوانات است. امروزه نیز به دلیل وجود حیوانات شکاری، منطقه شکارگاه تا اندازه‌ای تحت حفاظت است.
قمرود در دوران تاریخی مجدداً به وضعیت پیشین بر می‌گردد. این بارهم منطقه البرز طرف توجه قرار گرفته و جمعیت زیادی در آن مستقر می‌شود، ولی از اواخر دوره ساسانی نخستین حرکت‌ها برای استقرار دوباره در سمت شرق آغاز می‌شود و روی قره تپه استقراری کم رنگ شکل می‌یابد. در دوره اسلامی این حرکت به نحو چشمگیری سرعت می‌گیرد و در سده‌های آغازین اسلامی جمعیت بالایی را پذیرا می‌شود، ولی از آن سو منطقه البرز به مرور خالی از جمعیت و کل آن منطقه شامل فقط دو روستای کوچک شده‌است.

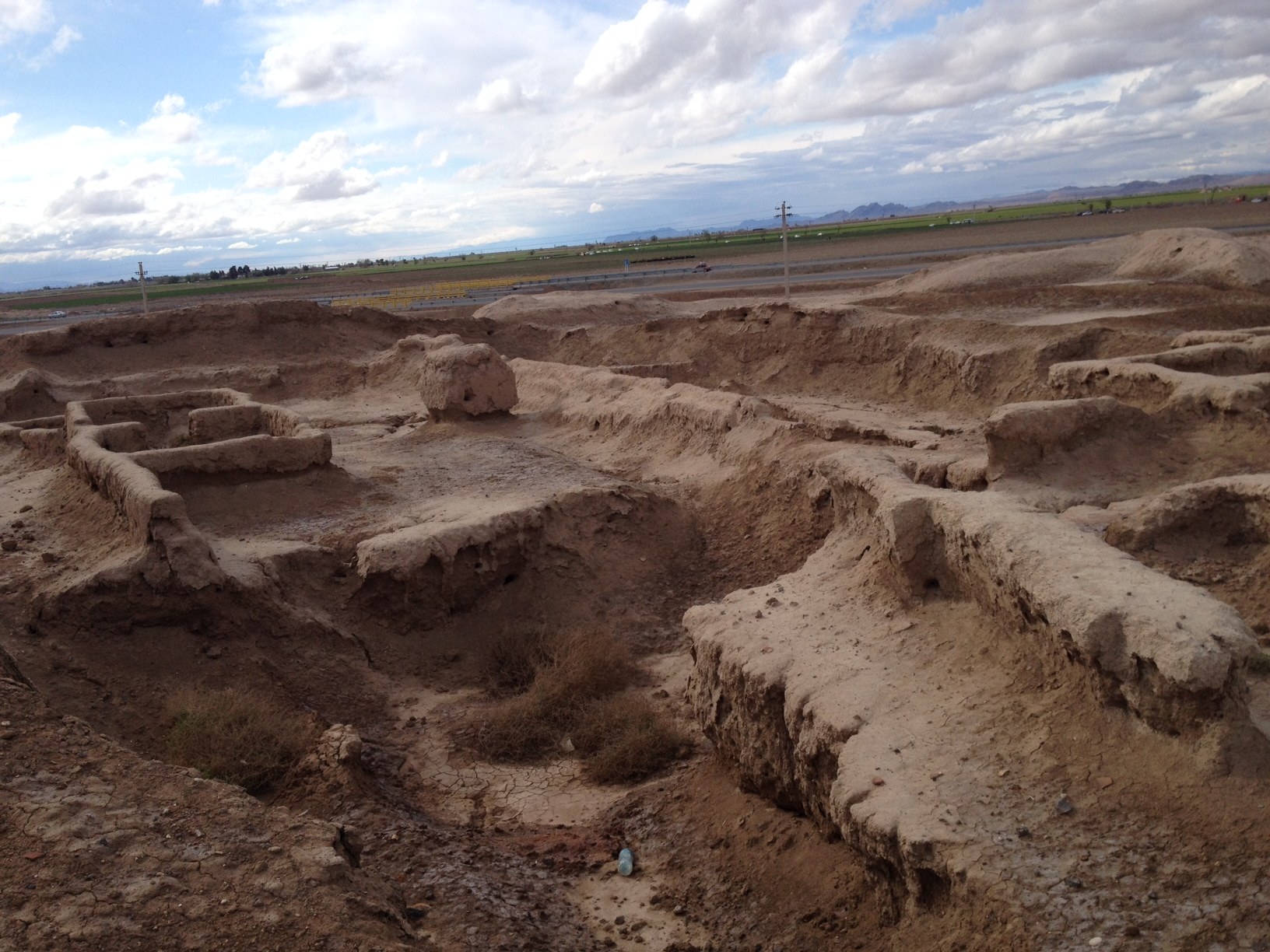
قره تپه قمرود

البته این جمعیت وجنبش دیری نمی‌پاید، زیرا باز هم رودخانه قم با طغیان شدید هر آنچه را که هست به ویرانی می‌کشاند؛ ولی مسلماً دشت خالی از جمعیت نیست، چون با چند قلعه و محوطه از این زمان، یعنی دوره صفوی روبه رو هستیم و سرانجام می‌بینیم که دردوره قاجاریه، قمرود مجدداً رو به آبادانی نهاده‌است و امروزه هم یک قطب کشاورزی با اهمیت تلقی می‌شود.
اما منطقه البرز از اواخر دوره ساسانی به بعد دیگر آبادانی و ترقی به خود ندید و امروزه نیز فقط حاشیه غربی قمرود و اندکی از حاشیه جنوبی ساوه‌رود ادامه حیات می‌دهد و کشاورزی در آن رونق دارد، ضمن این که دامداری نیز دراین بخش تا اندازه‌ای درخور توجه است.
در سال ۱۳۹۸ ساختارهای معماری کاوش شده ، قره تپه قمرود با تعریف ردیف بودجه  میراث فرهنگی استان قم توسط داود صدیق پور مرمت شده است ، 